# Rollcage
Rollcage je arkádová závodní počítačová hra pro Windows a PlayStation. Vydavatelem je firma Psygnosis. Hra byla vydaná 24. března 1999. Hra se dá hrát i ve více hráčích (maximálně však čtyři). Její pokračování, Rollcage Stage II, vyšlo v roce 2000.
Hra se ze začátku dá hrát na obtížnosti lehká, kde lze hrát za šest řidičů se šesti auty. Jmenují se Tony, Lothar, Ria, Jet, Leon a Lenny. Když hráč vyhraje obtížnost lehká, přidá se k autům řidič Yuri, který je policistou. A zároveň se odkryje obtížnost těžká, která byla dosud skryta. Když hráč vyhraje i obtížnost těžká, může hrát hru v obtížnosti expertní, která je zároveň poslední dosažitelnou úrovní. Při každé těžší úrovni hrají počítačem ovládaní hráči lépe. Hru lze také hrát v následujících módech:
- Ligový - zde hráč hraje šampionáty, které se jmenují Taurus, Scorpio a Gemini. V tomto módu může hrát jen jeden člověk.
- Arkádový - zde si vybírá tratě, které chce hrát.
- Časový útok, kde musí projet trať za určitý čas.
- Hra více hráčů, kde hrají dva hráči.

## Tratě
Ve hře jsou čtyři typy tratí. Jsou to: Neoto City, Harpoon Islands, Saphire Springs a Outworld mining colony.
- Neoto city se odehrává v Japonském městě, Harpoon Islands na tropických ostrovech, Saphire Springs v zasněžené krajině a Outworld *mining colony na Marsu v těžebním komplexu.
- Neoto city obsahuje tyto tratě: Park life, Cross Over a Flood zone.
- Harpoon Islands obsahuje: Paradaise, Daytona, Smugglers, Road works a Super bowl.
- Saphire Springs obsahuje: G-force, Area 52 a Skid Pan.
- A v Outworld mining colony jsou: Contact, Frontier, Eruption a After shock.

## Zajímavost
Všechna auta spolu s jiným světem "přezouvají" kola.
V závodech se dá navolit maximálně 50 kol.
Bonusy se nemohou vybírat. Každý hráč vždy dostane náhodný bonus.
Za jedno projetí trati v určitém časovém limitu se objeví tabulka perfect lap, která v překladu zní perfektní kolo a hráč do prázdného slotu dostane náhodný bonus.
Po skončení závodu si hráč může závod opakovaně přehrát a podívat se na něj.
Maximální rychlost je 800 km/h.

## Bonusy a zbraně
Ve hře existují prostředky, se kterými si hráč pomáhá k vítězství.
Každý hráč má dva sloty, do kterých si zbraně dává.
Bonusy jsou následující:
- Zaměřovací střela je bomba, která směřuje vždy na prvního závodníka. Dost často se ovšem stane, že se bomba zničí o překážku v cestě (jiné auto, zdi tunelů). Ale stává se, že zaměřovací střelu sebere i první hráč. Zaměřovací střela se dá zničit pomocí "štítu" nebo "torpéda".
- Štít je jakási bublina, která obklopí auto a odstrčí auto, které se do něj snaží nabourat.

Štít pomáhá také proti všem typům bomb. Štít po chvíli zmizí.
- Torpédo je jediná bomba, která neletí vzduchem. Letí blízko povrchu a při prvním kontaktu vybuchne. Torpédo směřuje směrem, kterým je zrovna vysílající auto nakloněno.
- Střela je bomba, která se dá vystřelit přesně do auta, které je zaměřeno (klávesa target car). Může také ničit okolní budovy.
- Teleport se vyšle k nejbližšímu protivníkovi a přesune ho za auto, které teleport použilo.
- Zrychlení na čas zrychlí cca o 200 km/h.